# 萨尔勒布瓦
萨尔勒布瓦（法語：Sars-le-Bois）是法国北部-加来海峡大区加来海峡省的一个市镇，属于阿拉斯区阿韦讷勒孔特县。该市镇2009年时的人口为82人。

## 人口
萨尔勒布瓦人口变化图示
| 数据来源：INSEE |